# Claremont (New Hampshire)
Pour les articles homonymes, voir Claremont.
Claremont est une ville du New Hampshire, aux États-Unis, située dans le comté de Sullivan. La population de la ville s’élevait à 13 151 habitants lors du recensement de 2000.
Claremont possède un tramway et un aéroport (Claremont Municipal Airport, code AITA : CNH).

## Personnalités liées à la commune
- Harvey Matusow (1926-2002), acteur et producteur américain